# Rätzlingen (Landkreis Börde)
Rätzlingen is een plaats en voormalige gemeente in de Duitse deelstaat Saksen-Anhalt, en maakt deel uit van de Landkreis Börde.
Rätzlingen telt 790 inwoners.